# Xã Combs, Quận Carroll, Missouri
Xã Combs (tiếng Anh: Combs Township) là một xã thuộc quận Carroll, tiểu bang Missouri, Hoa Kỳ. Năm 2010, dân số của xã này là 234 người.